# Congrès mondial acadien
Pour les articles homonymes, voir CMA.
 (avril 2022).
La mise en forme du texte ne suit pas les recommandations de Wikipédia : il faut le « wikifier ».
Les points d'amélioration suivants sont les cas les plus fréquents. Le détail des points à revoir est peut-être précisé sur la page de discussion.
- Les titres sont pré-formatés par le logiciel. Ils ne sont ni en capitales, ni en gras.
- Le texte ne doit pas être écrit en capitales (les noms de famille non plus), ni en gras, ni en italique, ni en « petit »…
- Le gras n'est utilisé que pour surligner le titre de l'article dans l'introduction, une seule fois.
- L'italique est rarement utilisé : mots en langue étrangère, titres d'œuvres, noms de bateaux, etc.
- Les citations ne sont pas en italique mais en corps de texte normal. Elles sont entourées par des guillemets français : « et ».
- Les listes à puces sont à éviter, des paragraphes rédigés étant largement préférés. Les tableaux sont à réserver à la présentation de données structurées (résultats, etc.).
- Les appels de note de bas de page (petits chiffres en exposant, introduits par l'outil «  Source ») sont à placer entre la fin de phrase et le point final[comme ça].
- Les liens internes (vers d'autres articles de Wikipédia) sont à choisir avec parcimonie. Créez des liens vers des articles approfondissant le sujet. Les termes génériques sans rapport avec le sujet sont à éviter, ainsi que les répétitions de liens vers un même terme.
- Les liens externes sont à placer uniquement dans une section « Liens externes », à la fin de l'article. Ces liens sont à choisir avec parcimonie suivant les règles définies. Si un lien sert de source à l'article, son insertion dans le texte est à faire par les notes de bas de page.
- La présentation des références doit suivre les conventions bibliographiques. Il est recommandé d'utiliser les modèles {{Ouvrage}}, {{Chapitre}}, {{Article}}, {{Lien web}} et/ou {{Bibliographie}}. Le mode d'édition visuel peut mettre en forme automatiquement les références.
- Insérer une infobox (cadre d'informations à droite) n'est pas obligatoire pour parachever la mise en page.

Pour une aide détaillée, merci de consulter Aide:Wikification.
Si vous pensez que ces points ont été résolus, vous pouvez retirer ce bandeau et améliorer la mise en forme d'un autre article.

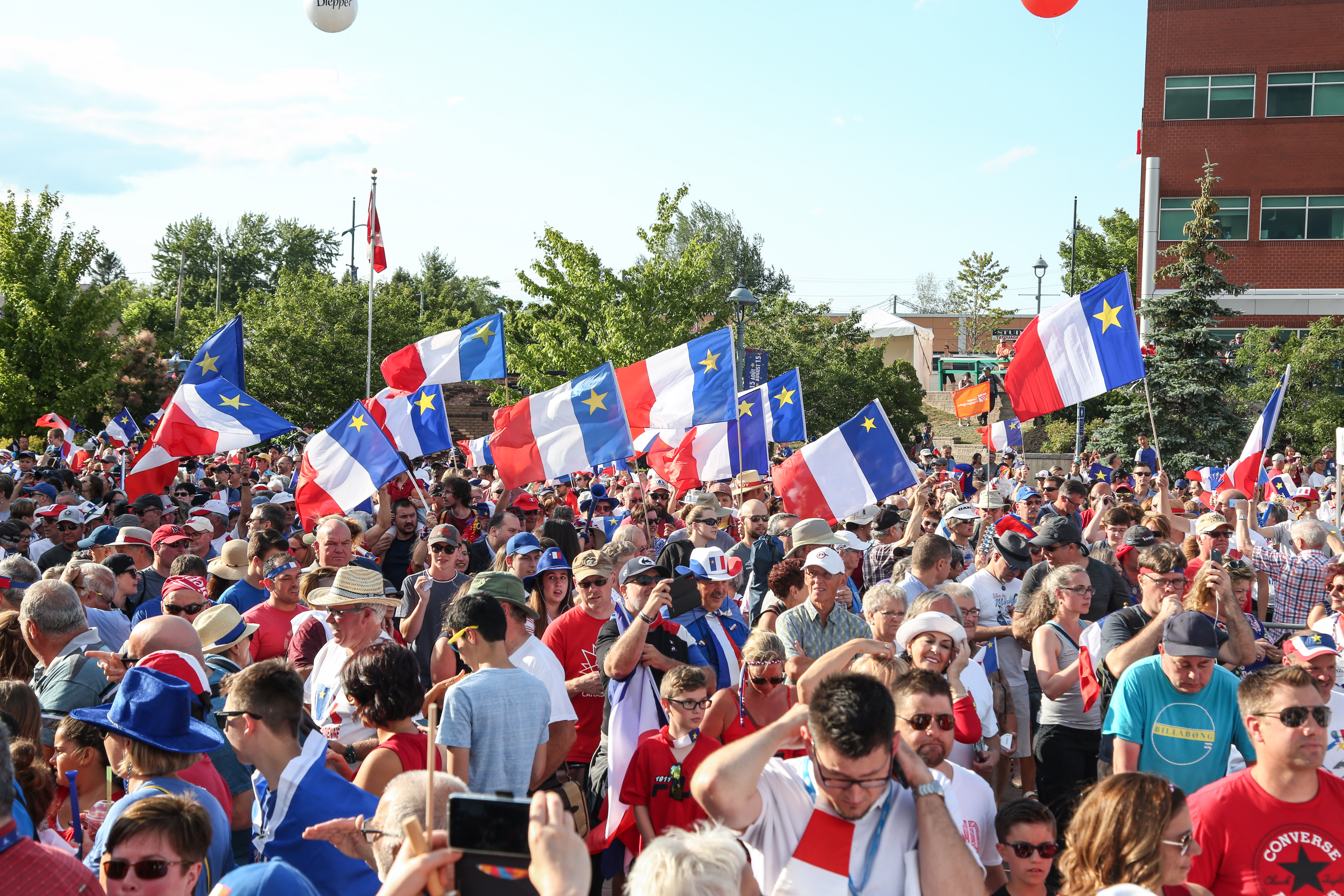
Le tintamarre du Congrès mondial acadien en 2019.

Le Congrès mondial acadien (CMA) est un festival de culture acadienne et cadienne, organisé tous les cinq ans depuis 1994. Il a pour objectif de rassembler la diaspora acadienne répartie aux quatre coins du monde dans des retrouvailles, qui donnent lieu à une série de rassemblements familiaux, de conférences et de spectacles qui durent pendant une dizaine de jours.

## Historique
Le père du congrès, celui qui est à l'origine de l'idée, est André Boudreau, natif de Nigadoo, Nouveau-Brunswick.
L'idéation du concept du Congrès mondial acadien revient à l'activiste acadien Jean-Marie Nadeau. Dans une allocution qu'il prononçait devant les membres de la Société acadienne de l'Alberta, en avril 1988, Nadeau a lancé l'idée d'un rassemblement de tous les Acadiens et les Acadiennes du monde.
Le Congrès mondial acadien a commencé à prendre forme à partir de décembre 1988 à Toronto, alors que le concept et la mission du congrès furent établis par une dizaine d'Acadiens. La mission du Congrès mondial acadien a été définie comme suit : « Développer des liens plus étroits entre les Acadiens et les Acadiennes de partout dans le monde ». 
Depuis 2004, la pérennité du Congrès mondial acadien est assurée par la Société nationale de l'Acadie, qui recueille les candidatures de régions souhaitant devenir hôtesse de l'événement, et en fait l'évaluation par l'entremise d'un comité d'évaluation.
En 2015, une étude a été menée par la SNA et l’Institut canadien de recherche sur les minorités linguistiques, afin de consulter la population acadienne sur la pertinence des congrès mondiaux après cinq éditions. Des intervenants dans le milieu ont été interviewés, et la population générale a été questionnée par sondage. 86 % des répondants ont affirmé que le Congrès mondial Acadien demeurait un événement pertinent pour l’Acadie. Ils ont également identifié que les CMA devaient être moins longs dans la durée, et que la formule devait évoluer.

## Structure
Chaque édition congrès est organisé par un Comité organisateur du Congrès mondial acadien (COCMA). Le COCMA s’occupe d’orienter son édition de l’événement et de gérer sa planification. Depuis 2004, la pérennité du Congrès mondial acadien est assurée par la Société nationale de l'Acadie, qui recueille les candidatures de régions souhaitant devenir hôtesse de l'événement, et en fait l'évaluation par l'entremise d'un comité d'évaluation.

## Éditions

### 1994 - Sud-Est du Nouveau-Brunswick
Le premier congrès s'est déroulé du 12 au 22 août 1994 à Moncton et dans neuf localités du Sud-Est du Nouveau-Brunswick : Bouctouche, Shédiac, Saint-Joseph, Richibouctou, Cap-Pelé, Dieppe, Saint-Antoine, Rogersville, Saint-Louis de Kent et Saint-Thomas. Des conférences, des spectacles et des réunions de famille étaient au programme. On estime le nombre de participants à plus de 200 000 Acadiens venus non seulement du Canada, mais aussi des États-Unis, de France, de Belgique, de Martinique, d'Afrique, des îles Saint-Pierre et Miquelon, d'Italie et de Californie.
La cérémonie d'ouverture officielle s'est déroulée au Parc de l'aboiteau de Cap-Pelé, le 13 août, en présence de Jean Chrétien, premier-ministre du Canada, de Boutros Boutros-Ghali, secrétaire général de l'ONU, de Frank McKenna, premier-ministre du Nouveau-Brunswick, d'Alfred Siefer-Gaillardin, ambassadeur de France au Canada, de Claude Ryan, ministre des affaires municipales du Québec et d'Antonine Maillet, écrivaine. Le point culminant a été la fête nationale des Acadiens le 15 août à Shédiac.
En parallèle s'est déroulé le "Sommet des femmes en Acadie" organisé par la Fédération des Dames d'Acadia. Le Congrès mondial acadien de 1994 a été reconnu par l'UNESCO comme une activité de la décennie mondiale du développement culturel (1988-1997). Le président et fondateur de ce premier congrès était André Boudreau.

### 1999 -  Louisiane
Le deuxième Congrès mondial acadien s'est déroulé du 31 juillet au 15 août 1999 dans plusieurs paroisses de la région Acadiana de la Louisiane : Houma-Terrebonne, Lafayette, Baton Rouge. L'ouverture officielle eut lieu le 1er août à Houma. La programmation comprenait des réunions de famille, des spectacles, un festival du théâtre et du cinéma, le méga-spectacle "Le Bal du Samedi soir", et des jumelages entre les régions de la Louisiane et de l'Acadie du Nord. Le 15 août inclut la cérémonie de clôture ayant lieu au Cajundome.

### 2004 - Nouvelle-Écosse
Le troisième Congrès mondial acadien s'est déroulé du 31 juillet au 15 août 2004 dans des régions d'un bout à l'autre de la Nouvelle-Écosse : Baie Sainte-Marie, Chéticamp, Grand-Pré, Halifax. Ce Congrès avait la particularité de se dérouler pendant le 400e anniversaire de l'Acadie, pour lequel il y avait également une programmation au cours de l'année. La chanson-thème était "Je reviens au Berceau de l'Acadie" par Grand Dérangement et Carole Daigle. 
L'Ouverture officielle s'est déroulée le 31 juillet à l'Université Sainte-Anne, à la Pointe-de-l'Église et était centrée autour du thème du retour aux terres ancestrales. Elle a été suivie de party de cuisine dans des salles partout au sud-ouest de la province. La programmation du CMA 2004 comprenait des conférences, des rencontres de famille, un "festival des festivals", et une grande messe. Le mega-spectacle du 15 août a eu lieu sur la Citadelle d'Halifax, lieu d'emprisonnement lors de la déportation des Acadiens. 

### 2009 - Péninsule acadienne
Le quatrième congrès s'est déroulé dans la Péninsule acadienne au Nord-Est du Nouveau-Brunswick du 7 au 23 août 2009.
La cérémonie d'ouverture eut lieu dans la région de Lamèque - Shippagan - Miscou, alors que l'activité de fermeture s'est tenue dans la région de Tracadie-Sheila et Neguac. Le point culminant du 4e Congrès, la célébration de la Fête nationale acadienne du 15 août, fut organisée à Caraquet, qui organise chaque année depuis 40 ans, une importante célébration qui coïncide habituellement avec la clôture du Festival acadien de Caraquet. La chanson-thème était "Enfin retrouvés" par Daniel Léger.

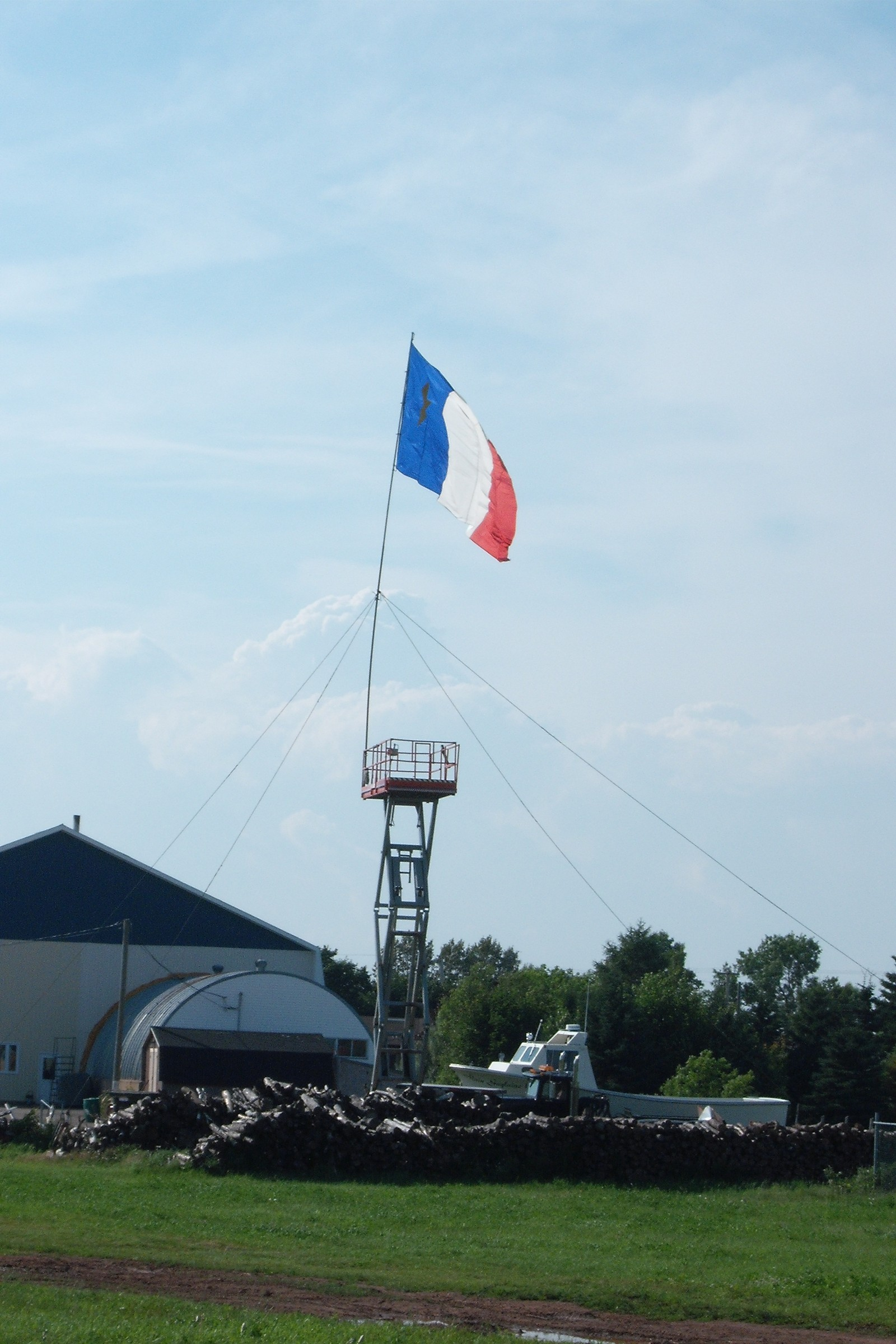
Drapeau acadien à Shippagan, août 2009
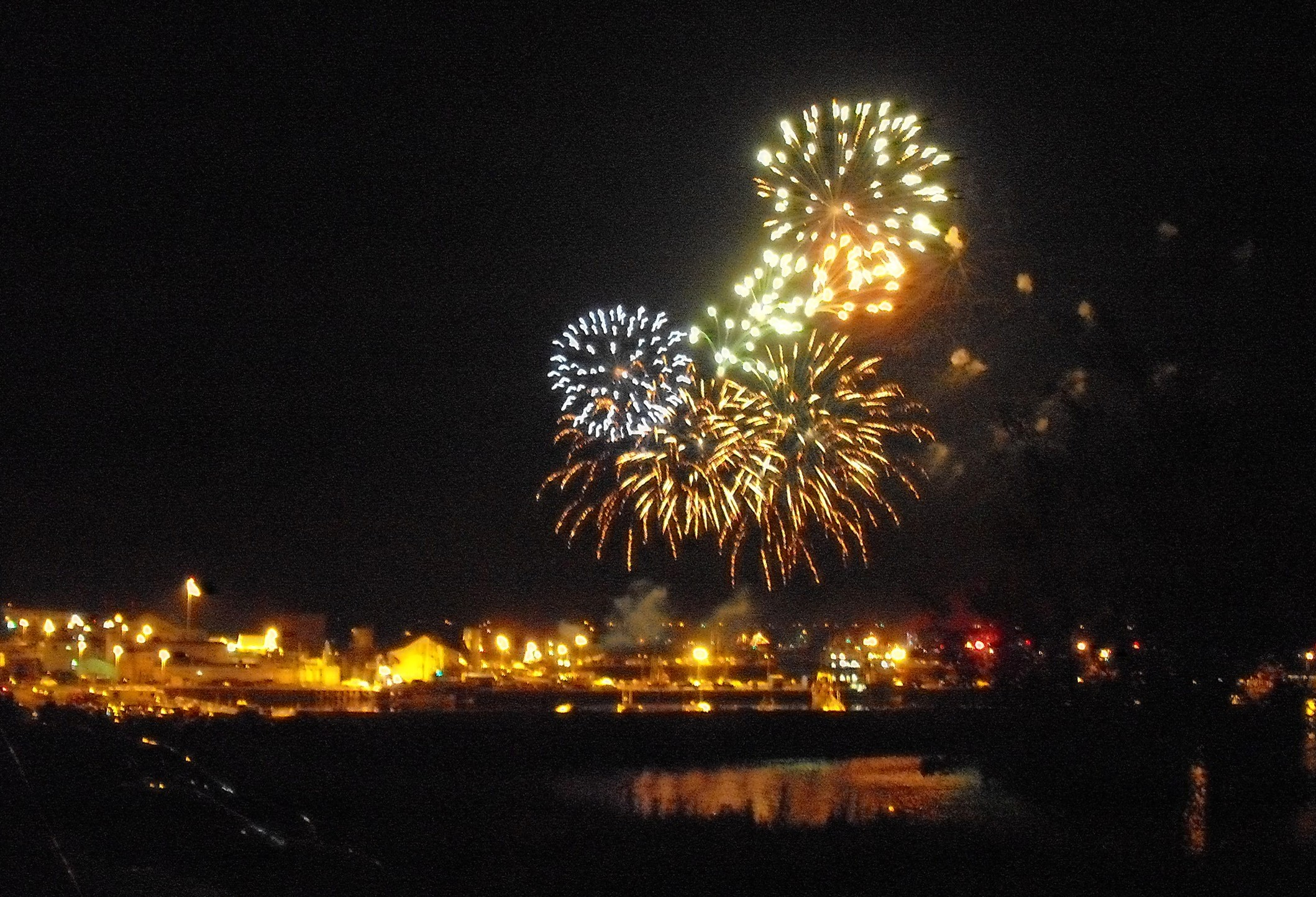
Feu d'artifice lors de l'ouverture du Festival acadien de Caraquet, 2 août 2009

### 2014 - Acadie des terres et forêts
Le cinquième congrès s'est déroulé du 8 au 24 août 2014 dans l'Acadie des terres et forêts, soit le nord-ouest du Nouveau-Brunswick (comtés de Madawaska, Victoria, Restigouche), le comté d'Aroostook dans le Maine, et le comté de Témiscouata au Québec. Le gouverneur de l'État du Maine, Paul LePage, a annoncé son soutien au Congrès mondial acadien. L'ouverture se tient à la borne frontalière entre les provinces du Nouveau-Brunswick et du Québec et de l'état du Maine sur la rive du Beau lac. Le méga-spectacle du 15 aout s'est déroulé à Madawaska, au Maine. Une chanson thème du congrès est écrite et interprétée par Roch Voisine et Natasha St-Pier pendant l'événement ; Mon tour de te bercer. La cérémonie de cloture était à Temiscouata-sur-le-lac le 24 août.

### 2019 - l'Île-du-Prince Édouard et le sud-est du Nouveau-Brunswick

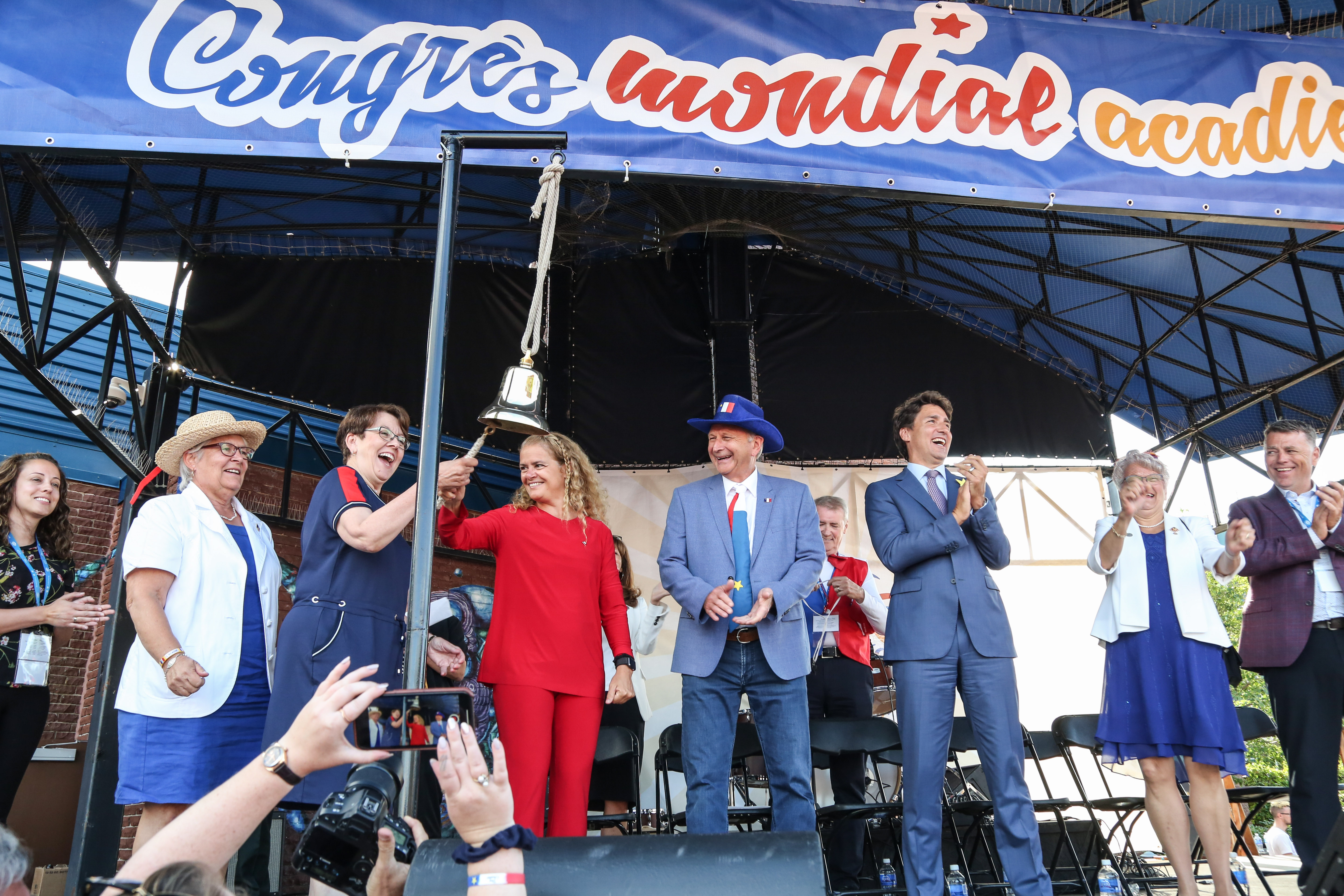
Personnalités publiques au Congrès mondial acadien en 2019.

Le sixième congrès s'est déroulé du 10 au 24 août 2019 au Sud-est du Nouveau-Brunswick et à l'Île-du-Prince-Édouard. La présidente du COCMA 2019 est Claudette Thériault et la directrice générale est Vaughne Madden. La vision du CMA 2019 était de promouvoir une Acadie contemporaine tant par son urbanité, sa ruralité et sa coopération. Une Acadie inclusive qui permet à ses jeunes d’exprimer leur fierté acadienne dans leurs interactions avec les autres générations. Une Acadie qui poursuivra le développement de ses liens durables entre le sud-est du Nouveau-Brunswick et l’Île-du-Prince-Édouard. 
Le coup d'envoi a été lancé à Abrams-Village  à l'occasion d'une course à pied nocturne sur le pont de la Confédération. Le concert de clôture a eu lieu à Shédiac . 

### 2024 - Régions acadiennes du sud-ouest de la Nouvelle-Écosse
Le septième congrès s'est déroulé en 2024 dans les régions de Clare et d'Argyle en Nouvelle-Écosse. Le 17 décembre 2019, quatre administrateurs ont été nommés à l'exécutif du comité organisateur du Congrès. En tant que président : Allister Surette, recteur et vice-chancelier de l'Université Sainte-Anne ; vice-présidente : Natalie Robichaud, directrice générale de la Société acadienne de Clare ; vice-président : Christopher Frotten, directeur général à la municipalité de Barrington et secrétaire-trésorière : Nadine Comeau, agente de services financiers à la Caisse Populaire de Clare.

## Présidents
- 1994: André Boudreau

- 1999: Brian Gabriel Comeaux
- 2004: Allister Surette
- 2009: Jean-Guy Rioux
- 2014: Émilien Nadeau
- 2024: Allister Surette

## Directions générales
- 1999: Brian Gabriel Comeaux
- 2004: Vaughne Madden
- 2009: Robert Frenette
- 2014: Léo-Paul Charest
- 2019: Vaughne Madden[10]
- 2024: Vaughne Madden[11]